# Crasnoe
Crasnoe (ros. Красное, Krasnoje, ukr.  Красне, Krasne) – miejscowość w Mołdawii, w Naddniestrzu (rejon Slobozia), nad Dniestrem. Liczy 2900 mieszkańców. Ośrodek przemysłowy. Miasto według Mołdawskiej administracji, a według administracji Naddniestrza osiedle typu miejskiego.